# ピーター・セラーズのマ☆ウ☆ス
『ピーター・セラーズのマ☆ウ☆ス』（The Mouse That Roared）は、1959年に公開されたイギリスの風刺コメディ映画。 

## あらすじ
ヨーロッパの小国グランド・フェンウィック公国は唯一のとりえである葡萄酒をアメリカにまねされてしまい、財政の危機に立たされる。公国議会はアメリカに宣戦布告をたたきつけ、タリー・バスコム率いる軍隊をアメリカ東海岸に送り出す。一方、ニューヨークでは新型爆弾の実験が行われようとしていた。

## キャスト
| 役名               | 俳優               | 日本語吹替                               |
| 役名               | 俳優               | テレビ東京版                             |
| ------------------ | ------------------ | ---------------------------------------- |
| タリ‐バスコム/首相 | ピーター・セラーズ | 中村正                                   |
| ヘレン・コギンツ   | ジーン・セバーグ   | 上田みゆき                               |
| 女王陛下           | ピーター・セラーズ | 高村章子                                 |
| コキンツ博士       | デヴィッド・コゾフ | 八奈見乗児                               |
| ベンター           | レオ・マッカーン   | 飯塚昭三                                 |
| 不明 その他        |                    | 緑川稔 田中康郎 藤本譲 仲木隆司 郷里大輔 |
|                    |                    |                                          |
| 演出               | 演出               | 蕨南勝之                                 |
| 翻訳               | 翻訳               | 平田勝茂                                 |
| 効果               | 効果               | 芦田グループ                             |
| 調整               | 調整               | 遠西勝三                                 |
| 制作               | 制作               | 東北新社                                 |
| 解説               |                    |                                          |
| 初回放送           | 初回放送           | 1983年12月2日 『2時のロードショー』      |